# Ян, Давид Евгеньевич
Дави́д Евге́ньевич Ян (род. 3 июня 1968, Ереван) — российский предприниматель, специализирующийся на сфере искусственного интеллекта, основатель и член совета директоров группы компаний ABBYY. Кандидат физико-математических наук, лауреат премии Правительства России в области науки и техники (2001).
В 2021 году вошел в список двухсот самых богатых бизнесменов России по версии журнала Forbes с состоянием в $700 млн.

## Биография
Отец Яна — китаец Ян Ши (Евгений Андреевич), мать — армянка Сильва Ашотовна, оба физики по образованию. Давид родился в Армянской ССР, учился в школе № 109 Еревана, позже перешёл в физико-математическую школу при Ереванском государственном университете. До 1985 года жил в Ереване, затем поступил в МФТИ на факультет общей и прикладной физики, который окончил в 1992 году, защитив диплом на тему «Язык описания словарей DSL».
В 1989 году, учась на четвёртом курсе, основал вместе с сотрудником ИПТМ РАН Александром Москалёвым компанию Bit Software, в 1998 году переименованную в ABBYY. Наиболее известные продукты — система распознавания текстов ABBYY FineReader и электронные словари ABBYY Lingvo.
Автор большого числа публикаций и обладатель ряда патентов. Кандидат физико-математических наук (2003). Тема диссертации «Исследование, развитие и реализация методов автоматического распознавания рукописных текстов в компьютерных системах» (OCR).
Один из ведущих программы «Инфомания» на СТС. Участвовал в передаче «Бизнес-секреты» с Олегом Тиньковым.
Женат, воспитывает троих детей.

### Предпринимательская деятельность
- Идея электронного словаря родилась у Яна в 1989 году, когда он был ещё студентом МФТИ. К разработке он привлек начинающего программиста Александра Москалева. Изначально молодые люди не планировали создавать серьёзный бизнес, план состоял в том, чтобы продать 100 экземпляров программы словаря по 100 рублей каждый и завершить проект. За первый год было продано лишь 15 экземпляров[5]. Но разработка оказалась настолько успешной, что команда решила продолжить совместную работу и создать программу распознавания текстов[7]. В 1993 году появилась первая версия программы — Fine Reader[8]. В 1995—1997 годах программа начала побеждать конкурентов не только в России, но и в Америке и Европе. В связи с успешным стартом программы было принято решение о выходе на зарубежный рынок и ребрендинге компании. В 1998 году компания была переименована в ABBYY. Сегодня ABBYY имеет офисы в 13 странах, продаёт свои программные продукты более чем в 150 странах мира[9]. Наиболее известные продукты — система распознавания текстов ABBYY FineReader и электронные словари ABBYY Lingvo. В 2012 году более 20 миллионов всех сканеров и многофункциональных устройств в мире комплектовались системой ABBYY FineReader[10].
- Создание первого в мире карманного коммуникационного компьютера для подростков Cybiko (Россия, США, Тайвань, 1998—2003). В 2000 году за 4 месяца с начала продаж Cybiko в США было продано четверть миллиона устройств[11].
- Участие в ресторанном и клубном бизнесе: творческое кафе-мастерская «FAQ-Café» (2004), клубы «ArteFAQ» (2007), «Сквот» (2009), «Сестры Гримм» (2009) и «DeFAQto» (2010).
- Основание в 2005 году компании «iiko» («айко»), которая разрабатывает и реализует систему автоматизации ресторанов, кафе, баров, ресторанных сетей и пр. В 2008 году с компанией «Планета гостеприимства» подписан контракт, согласно которому «iiko» автоматизирует с помощью собственных технологий «iikoRMS» и «iikoChain» все рестораны «Сбарро», «Восточный Базар», «Виаджио» и «Баш-на-Баш» в России (более 130 предприятий).
- Издание в 2007 году «Большого англо-русского словаря Lingvo» — двухтомного иллюстрированного издания в твёрдом переплёте.
- В 2016 году компания Давида Яна ABBYY представила сервис Findo, который позволяет планировать задачи на основе содержания электронных писем пользователя, а также позволяет искать информацию по личным документам, контактам, почтовым ящикам и социальным сетям[12][13]. Со временем сервис превратился в Yva — систему для анализа поведения пользователя, которая помогает выявить выгорание у сотрудника, желание уволиться или готовность к повышению. А в 2022 году Yva.ai была куплена у Яна канадской компанией Visier. Компания в результате сделки получит технологии, а также на работу в Visier перейдут больше 30 разработчиков и аналитиков данных. Сумма сделки не разглашается.[14]

### Общественная деятельность
- Давид Ян один из основателей образовательного фонда «Айб» в Армении. Также участвовал в проекте «Тумо»[15][16].
- Член попечительского совета Благотворительного фонда развития инновационного образования в области естественных наук, созданного выпускниками МФТИ[16] (покинул в 2020 году).
- Регулярно участвовал в качестве члена жюри в конкурсах российских инновационных проектов и стартапов, таких как «Кубок техноваций», «Стартап года», конкурс стартапов Forbes[17][18][19].
- Принимал участие в деятельности российско-американского инновационного совета по высоким технологиям[20].
- Вошёл в состав совета директоров Forbes Russia[21].

## Награды
- В 2000 году Институтом экономических стратегий назван лауреатом в номинации «Экономический прорыв года»[5]
- В 2001 году включен в каталог «Кто есть кто» в США.
- В 2002 году признан «Технологическим пионером» на Международном экономическом форуме в Давосе.
- В 2001 году стал лауреатом премии Правительства России в области науки и техники[22].
- В 2011 году был отмечен премией «Аристос-2011» в специальной номинации «Лидер инновационной компании»[23].